# SLC25A46
SLC25A46 (англ. Solute carrier family 25 member 46) – білок, який кодується однойменним геном, розташованим у людей на 5-й хромосомі. Довжина поліпептидного ланцюга білка становить 418 амінокислот, а молекулярна маса — 46 174.
| 10         |  | 20         |  | 30         |  | 40         |  | 50         |
| ---------- |  | ---------- |  | ---------- |  | ---------- |  | ---------- |
| MHPRRPDGFD |  | GLGYRGGARD |  | EQGFGGAFPA |  | RSFSTGSDLG |  | HWVTTPPDIP |
| GSRNLHWGEK |  | SPPYGVPTTS |  | TPYEGPTEEP |  | FSSGGGGSVQ |  | GQSSEQLNRF |
| AGFGIGLASL |  | FTENVLAHPC |  | IVLRRQCQVN |  | YHAQHYHLTP |  | FTVINIMYSF |
| NKTQGPRALW |  | KGMGSTFIVQ |  | GVTLGAEGII |  | SEFTPLPREV |  | LHKWSPKQIG |
| EHLLLKSLTY |  | VVAMPFYSAS |  | LIETVQSEII |  | RDNTGILECV |  | KEGIGRVIGM |
| GVPHSKRLLP |  | LLSLIFPTVL |  | HGVLHYIISS |  | VIQKFVLLIL |  | KRKTYNSHLA |
| ESTSPVQSML |  | DAYFPELIAN |  | FAASLCSDVI |  | LYPLETVLHR |  | LHIQGTRTII |
| DNTDLGYEVL |  | PINTQYEGMR |  | DCINTIRQEE |  | GVFGFYKGFG |  | AVIIQYTLHA |
| AVLQITKIIY |  | STLLQNNI   |  |            |  |            |  |            |

A: Аланін

C: Цистеїн

D: Аспарагінова кислота

E: Глутамінова кислота

F: Фенілаланін

G: Гліцин

H: Гістидин

I: Ізолейцин

K: Лізин

L: Лейцин

M: Метіонін

N: Аспарагін

P: Пролін

Q: Глутамін

R: Аргінін

S: Серин

T: Треонін

V: Валін

W: Триптофан

Кодований геном білок за функцією належить до фосфопротеїнів. 
Задіяний у таких біологічних процесах, як транспорт, альтернативний сплайсинг. 
Локалізований у мембрані, мітохондрії, зовнішній мембрані мітохондрій.